# Podatek węglowodorowy
Podatek węglowodorowy – rodzaj podatku bezpośredniego w Polsce, w którym podstawą opodatkowania jest zysk z działalności wydobywczej węglowodorów, czyli ropy naftowej, gazu ziemnego oraz ich naturalnych pochodnych. Podatek został wprowadzony ustawą z 25 lipca 2014 roku o specjalnym podatku węglowodorowym. 25 lipca 2019 roku wpłynął do Sejmu rządowy projekt ustawy o uchyleniu ustawy o specjalnym podatku węglowodorowym oraz o zmianie niektórych innych ustaw, na podstawie którego 11 września 2019 roku Sejm uchwalił ustawę o uchyleniu ustawy o specjalnym podatku węglowodorowym oraz o zmianie niektórych innych ustaw. Ustawa weszła w życie pierwszego dnia miesiąca następującego po miesiącu ogłoszenia, czyli 1 listopada 2019 roku.